# Камерон (остров)
Камерон (англ. Cameron Island) — остров Канадского Арктического архипелага. Также входит в группу Острова Королевы Елизаветы и в группу островов Архипелаг Парри. В настоящее время остров необитаем (2012).

## География
Площадь острова составляет 1059 км². Длина береговой линии 219 км. Длина острова в направлении с северо-запада на юго-восток составляет 44 км, ширина — от 20 до 30 км. Большая часть острова представляет собой невысокие холмы высотой от 20 до 60 метров над уровнем моря. Рельеф повышается к юго-востоку, где находится наивысшая точка острова — гора Вилмот (Mt. Wilmot).
Остров Камерон — самый северный в группе из 4 больших островов — Александер, Мэсси, Ванье, Камерон, которые простираются на север вдоль западного побережья острова Батерст. От острова Ванье, лежащего южнее, остров Камерон отделяет узкий пролив Арнот (Arnott Strait), минимальная ширина которого равна 3,75 км.

## Экономика
Камерон — единственный остров в Канадском Арктическом архипелаге, где происходила промышленная добыча нефти. С 1985 по 1996 год двухкорпусные танкеры перевозили сырую нефть из Бент-Хорна на юго-западе острова в Монреаль. Всего было добыто 2,8 миллиона баррелей нефти (450 тысяч м³). Месторождение было открыто в 1974 году, когда нефтяной кризис 1973 года вынудил искать новые места добычи. Нефтепромыслы были закрыты в 1996 году в связи с трудностями эксплуатации в суровых арктических условиях